# Acrolejeunea domingensis
Acrolejeunea domingensis là một loài Rêu trong họ Lejeuneaceae. Loài này được (Taylor) Spruce ex Stephani mô tả khoa học đầu tiên năm 1912.